# Anna Marie Sforza
Anna Marie Sforza (19. července 1473, Miláno – 30. listopadu 1497, Ferrara) byla milánská vévodská dcera a provdaná ferrarská princezna.

## Původ
Narodila se jako nejmladší dítě z manželství milánského vévody Galeazza Marii z rodu Sforzů s Bony Savojské. Měla bratry Giana Galeazza (1469 - 1494), Ermese Mariu (1470 - 1503) a sestru Blanku Marii (1472 - 1510). Otec se ujal vlády nad milánským vévodstvím jako druhý Sforza a vládl pouhých deset let, protože v roce 1476 se stal obětí vrahů. Regentství za jejího bratra se ujala nejprve jejich matka Bona a posléze strýc, barijský vévoda Lodovico.

## Život
Stejně jako její starší sestra Blanka vyrostla i Anna na přepychovém dvoře strýce Lodovica a stala se předmětem strýcovy sňatkové politiky v honbě za zlepšením jeho postavení.
V roce 1477 byl dohodnut sňatek mezi ní a budoucím ferrarským vévodou Alfonsem I., čímž se měl snížit tlak ze strany sousedního Neapolského království, protože Alfonsovým dědečkem z matčiny strany byl král Ferdinand I. Ferrante. Upevnění svazku mezi zeměmi dovršilo dohodnutí druhého sňatku, a to Lodovica samotného s Alfonsovou sestrou Beatricí. Slavná svatba proběhla 17. ledna 1491.
Anna zemřela v čtyřiadvaceti letech při porodu syna Alexandra.